# Ben Crystal

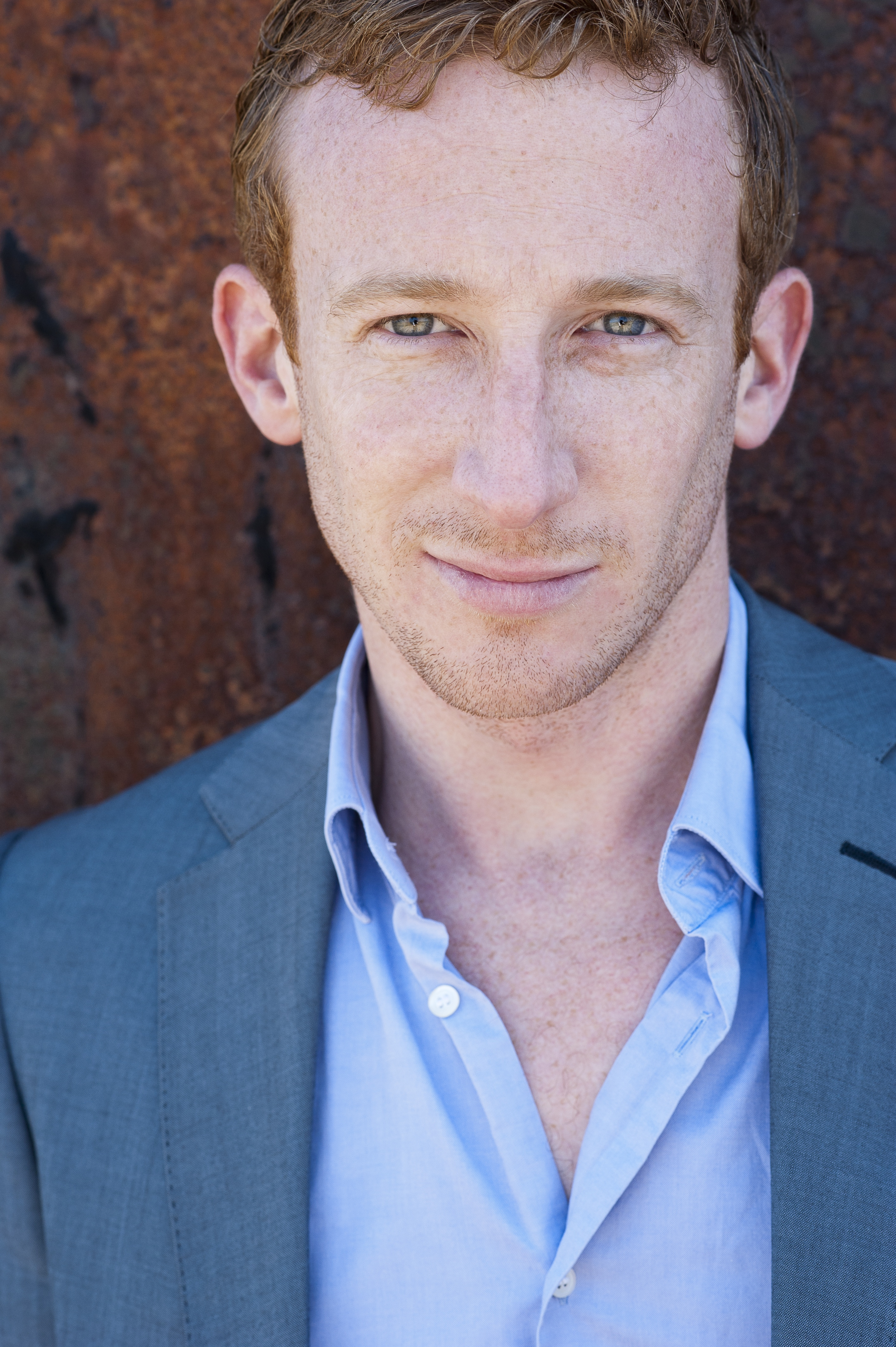
Ben Crystal

Ben Crystal (geboren 1977 in Ascot (Berkshire)) ist ein englischer Bühnen- und Filmschauspieler, Theaterproduzent und Schriftsteller. Er gilt als Shakespeare-Experte, der sich vor allem um die Originalaussprache seiner Werke verdient gemacht hat.

## Leben und Werk
Ben Crystal ist der Sohn der Logopädin Hilary und des Linguisten David Crystal. Er hat drei Geschwister und wuchs zuerst in der südenglischen Stadt Wokingham und dann in der nordwalisischen Stadt Holyhead auf. Ab 1995 studierte er an der Lancaster University Englische Sprache und Linguistik, ab 1998 machte er eine Schauspielausbildung. Danach befasste er sich intensiv mit den expressiven Methoden des Théâtre de Complicité und der Frantic Assembly, arbeitete mit Annabel Arden, Simon McBurney und Monika Pagneux.
Im Jahr 1999 begann er – gemeinsam mit seinem Vater – am Buch Shakespeare's Words: A Glossary and Language Companion zu schreiben, welches 2002 erschien. Parallel dazu sind Bühnen-, Film und Fernsehauftritte zu verzeichnen, darunter eine Gastrolle in der BBC-Serie Holby City, für die er die British Sign Language erlernen musste. Es folgten in rascher Folge neun weitere Bücher, die meisten seinem Idol Shakespeare gewidmet, darunter das erste, welches er allein verfasste: Shakespeare on Toast – Getting a Taste for the Bard aus dem Jahr 2008. Bereits seit 2006 verbindet ihn langjährige Zusammenarbeit mit dem Londoner Globe Theatre, an dem sein Vater 2004 die erste Aufführung eines Shakespeare-Stückes in Originalaussprache initiiert hatte.
Ben Crystals Theaterproduktionen von Simon Stephens’ One Minute (2008) und Robin Frenchs Gilbert is Dead (2009) konnten Anerkennung seitens der Kritik erreichen. 2010 spielte er bei Shakespeare in Styria den Edgar in einer Daniel-Winder-Inszenierung von King Lear und gründete Passion in Practice, seine eigene Shakespeare-Truppe, die sich Aufführungen in Originalaussprache widmet. Crystals Truppe spielt gerne bei Kerzenlicht und hat mit den 24-Stunden-Produktionen auch ein neues Format erfunden: Inszenierungen von Shakespeare-Stücken an malerischen Plätzen, die innerhalb von 24 Stunden geprobt und aufgeführt werden. Er strebt nicht nur in der Aussprache, sondern auch in den Arbeitsbedingungen eine weitgehende Annäherung an die Shakespeare-Zeit an. 2011 spielte er den Hamlet in der ersten originalaussprachlichen Aufführung seit 400 Jahren, an der Nevada Repertoire Company in Reno.
Shakespeare in Originalaussprache war auch das Thema seiner ersten CD, die 2012 von der British Library herausgegeben wurde, deren bislang bestverkaufte CD. Seit der Publikation von Shakespeare on Toast: Getting a Taste for the Bard wird Ben Crystal zu zahlreichen Vorträgen und Workshops eingeladen, unter anderem zum Hay Festival of Literature and Arts, zum Edinburgh International Book Festival, zum Oxford Literary Festival, zum Dartington's Ways With Words Festival und zum Cheltenham Literature Festival. 2014 erhielt Crystal gemeinsam mit seiner Truppe einen der Owle Schreame Awards, insbesondere für die Bemühungen um Originalaussprache während ihrer Aufführungen. 2015 gastierte die Truppe mit Pericles in Stockholm, eingeladen von Daniel Harding und seinem Interplay Orchester.

## Buchpublikationen

### Mit David Crystal
- Shakespeare's Words: A Glossary and Language Companion, Penguin 2002
- The Shakespeare Miscellany, Penguin 2005
- Oxford Illustrated Shakespeare Dictionary, Macmillan 2014
- You Say Potato. A Book about Accents, OUP 2015

### Mit Adam Russ
- Sorry I'm British, An Insider's Romp Through Britain from A to Z, illustriert von Ed McLachlan, Oneworld 2011

### Alleinpublikationen
- Shakespeare on Toast, Getting a Taste for the Bard, Icon 2008
- Springboard Shakespeare: Hamlet, Arden Shakespeare / Bloomsbury 2013
- Springboard Shakespeare: King Lear, Arden Shakespeare / Bloomsbury 2013
- Springboard Shakespeare: Macbeth, Arden Shakespeare / Bloomsbury 2013
- Springboard Shakespeare: A Midsummer Night's Dream, Arden Shakespeare / Bloomsbury 2013

## Bühnenrollen (Auswahl)
- 2000 Spring Awakening: Ernst Robel – Regie: Andrew Harries (Bath Theatre Royal)
- 2005 Twelfth Night: Curio – Regie: Patrick Mason (National Tour/Thelma Holt)
- 2006 Titus Andronicus: Alarbus – Regie: Lucy Bailey (Shakespeare's Globe)
- 2006 The Comedy of Errors: Luce – Regie: Christopher Luscombe (Shakespeare's Globe)
- 2007 Rough For Theatre 2: B / Ohio Impromptu: Reader – Regie: Jonathon Heron (Fail Better)
- 2007 Caligula: Scipio – Regie: Giles Gartrell-Mills (Talon Arts)
- 2008 One Minute: DC Robert Evans – Regie: Robert Wolstenholme (shiningman)
- 2009 The Night Before Christmas: Simon Templer – directed by Robert Wolstenholme (Signal Theatre Company)
- 2010 King Lear: Edgar – Regie: Daniel Winder (Iris Theatre Company), Shakespeare in Styria
- 2011 A Midsummer Night's Dream: Demetrius – Regie: Daniel Winder (Iris Theatre Company)
- 2011 Hamlet: Hamlet – Regie: Rob Gander (Nevada Repertory Company)

## Filmographie (Auswahl)

### Film
- 2001 "Uprising – Der Aufstand": Julian Wald, Regie: Jon Avnet, mit Hank Azaria, Jon Voight und Donald Sutherland

### Fernsehen
- 2001 The Bill: Mark Johnson – Regie: Michael Owen Morris
- 2003 Holby City: Ade Crowe (Guest Lead) – Regie: Richard Platt